# Вилянуева дел Арискал
Вилянуева дел Арискал (на испански: Villanueva del Ariscal) е населено място и община в Испания. Намира се в провинция Севиля, в състава на автономната област Андалусия. Общината влиза в състава на района (комарка) Ел Алхарафе. Заема площ от 5 km². Населението му е 6078 души (по преброяване от 2010 г.). Разстоянието до административния център на провинцията е 15 km.

## Демография
| 1996 | 1998 | 1999 | 2000 | 2001 | 2002 | 2003 | 2004 | 2005 | 2006 | 2007 |
| ---- | ---- | ---- | ---- | ---- | ---- | ---- | ---- | ---- | ---- | ---- |
| 4432 | 4472 | 4585 | 4750 | 4864 | 4939 | 5206 | 5340 | 5511 | –    | –    |